# Edimílson
Edimílson dos Santos Carmo Júnior est un footballeur brésilien né le 15 octobre 1987 à Santos.